# Ahmad Ubaydullaev
Ahmadjon Ubaydullaev, uzb. cyr. Аҳмаджон Убайдуллаев, ros. Ахмаджон Иноятович Убайдуллаев, Achmadżon Inojatowicz Ubajdułłajew (ur. 18 października 1954, Uzbecka SRR) – uzbecki piłkarz, grający na pozycji obrońcy, trener piłkarski.

## Kariera piłkarska
W 1971 został zaproszony do Paxtakoru Taszkent, ale grał jedynie w zespole rezerw i latem 1976 odszedł do Dinama Samarkanda. W 1978 powrócił do Paxtakoru Taszkent, w którym w ciągu 2 sezonów rozegrał 42 spotkania. W 1981 roku zasilił skład Bustonu Dżyzak. W latach 1981–1982 bronił barw SKA Chabarowsk. W 1983 powrócił do klubu z Dżyzaku, który w międzyczasie zmienił nazwę na Zvezda Dżyzak. W 1984 przeniósł się do zespołu Kosonsoyets Kosonsoy, w którym zakończył karierę piłkarza.

## Kariera trenerska
Po zakończeniu kariery piłkarza rozpoczął pracę szkoleniowca. W 1991 pracował na stanowisku dyrektora technicznego klubu Umida Taszkent. W 1992 dołączył do sztabu szkoleniowego Paxtakoru Taszkent, gdzie pomagał trenować. Od 1994 do czerwca 1996 prowadził MHSK Taszkent. Na początku 1999 stał na czele Paxtakoru, którym kierował do maja 1999. W 2007 został zaproszony na stanowisko selekcjonera młodzieżowej reprezentacji Uzbekistanu, którą kierował do 2007. Zespół pod jego kierownictwem zdobył wicemistrzostwo Azji do lat 19. Potem prowadził olimpijską reprezentację Uzbekistanu. 25 czerwca 2011 ponownie został mianowany na stanowisko głównego trenera Dinamo Samarkanda.

## Sukcesy i odznaczenia

### Sukcesy trenerskie
Uzbekistan U-18
- wicemistrz Azji U-19: 2008

### Sukcesy indywidualne
- najlepszy trener roku w Uzbekistanie: 2008